# Strandkantlav
Strandkantlav (Lecanora actophila) är en lavart som beskrevs av Wedd. Strandkantlav ingår i släktet Lecanora och familjen Lecanoraceae.  Arten är reproducerande i Sverige. Inga underarter finns listade i Catalogue of Life.